# غضروف جناحي صغير
الغضروف الجناحي الصغير عبارة عن مجموعة من الصفائح الغضروفية الصغيرة المسطحة. عدد هذه الصفائح من 2 إلى 4 وهي تقع خلف الغضروف الجناحي الكبير ضمن جناح الأنف.